# Vasilka
Vasilka je žensko osebno ime.

## Izvor imena
Ime Vasilka je različica ženskega osebnega imena Vasilija.

## Pogostost imena
Po podatkih Statističnega urada Republike Slovenije je bilo na dan 31. decembra 2007 v Sloveniji število ženskih oseb z imenom Vasilka: 12.

## Osebni praznik
Osebe z imenom Vasilka lahko godujejo skupaj z Vasilijami.